# Antologia di Totò
Antologia di Totò (titolo originale Totò, une anthologie oppure Anthologie de Totò) è un film di montaggio documentaristico del 1978, diretto da Jean-Louis Comolli, con Dario Fo come protagonista, presentatore e narratore.

## Trama

Totò ed Aldo Fabrizi in una scena del film Guardie e ladri

Il film è composto da spezzoni dei migliori film di Totò: da Totò le Mokò a Totò, Peppino e la... malafemmina, da I pompieri di Viggiù a Un turco napoletano.
Tra questi vi è la famosa scenetta in cui De Curtis, con Anna Magnani canta al cabaret, tratta da Risate di gioia; ma anche un famoso reperto: una ripresa effettuata a Studio 1 nel 1966 in cui Totò è ospitato dalla presentatrice Mina e improvvisa una gag con il compagno Mario Castellani.
Tutti gli spezzoni sono presentati dal grande Dario Fo che oltre a parlare del grande comico napoletano, ci fa conoscere i suoi segreti e le sue tecniche da attore teatrale attraverso le sale di tanti teatri famosi d'Italia come il Teatro Jovinelli a Roma o il Varietà.

## Curiosità
In questo documentario le sequenze del film Un turco napoletano sono in bianco e nero.

## I film inclusi in Antologia di Totò
- Fermo con le mani
- San Giovanni decollato
- I pompieri di Viggiù
- Totò cerca casa
- Totò le Mokò
- L'imperatore di Capri
- Totò cerca moglie
- Tototarzan
- Totò sceicco
- Totò a colori
- Un turco napoletano
- La banda degli onesti
- Totò, Peppino e la... malafemmina
- Risate di gioia
- Totòtruffa '62
- I due marescialli
- Totò diabolicus